# Горњи Видушевац
Горњи Видушевац је насељено мјесто у саставу града Глине, Банија, Република Хрватска.

## Историја
Горњи Видушевац се од распада Југославије до августа 1995. године налазио у Републици Српској Крајини.

## Становништво
На попису становништва 2011. године, Горњи Видушевац је имао 468 становника.
| Националност       | 1991.        |
| Хрвати             | 625 (96,75%) |
| Срби               | 13 (2,02%)   |
| Југословени        |              |
| остали и непознато | 8 (1,21%)    |
| Укупно             | 646          |

| Демографија | Демографија | Демографија |
| Година      | Становника  | Становника  |
| ----------- | ----------- | ----------- |
| 1961.       | 617         |             |
| 1971.       | 688         |             |
| 1981.       | 601         |             |
| 1991.       | 646         |             |
| 2001.       | 504         |             |
| 2011.       |             | 468         |

## Попис 1991.
На попису становништва 1991. године, насељено место Горњи Видушевац је имало 646 становника, следећег националног састава:
| Попис 1991.‍  | Попис 1991.‍  | Попис 1991.‍ | Попис 1991.‍ | Попис 1991.‍ |
| ------------ | ------------ | ----------- | ----------- | ----------- |
|              |              |             |             |             |
| Хрвати       | Хрвати       |             | 625         | 96,74%      |
| Срби         | Срби         |             | 13          | 2,01%       |
| Муслимани    | Муслимани    |             | 1           | 0,15%       |
| Словенци     | Словенци     |             | 1           | 0,15%       |
| неопредељени | неопредељени |             | 2           | 0,30%       |
| непознато    | непознато    |             | 4           | 0,61%       |
| укупно: 646  |              |             |             |             |